# Атанасије Пејатовић
Атанасије Пејатовић (Пљевља, 1875 — Пљевља, 1903) био је српски историчар, географ, студент и сарадник Јована Цвијића, професор и директор Пљеваљске гимназије.

### Биографија
Атанасије (у литератури Танасије) Пејатовић рођен је у Пљевљима од оца Јока и мајке Ане (рођене Ђенисијевић). Након основне школе коју је завршио у Пљевљима образовање је наставио у Првој београдској гимназији. Године 1899. дипломирао је на Географско-историјском одсеку Велике школе у Београду. Атанасије Пејатовић је био најбољи студент и сарадник професора Јована Цвијића. По завршетку студија био је приправник у скопској гимназији. Године 1901. положио је професорски испит и примио дужност директора новоосноване српске Пљеваљске гимназије где остаје до смрти 1903. Умро је у 28 години у Пљевљима.

## Дела
"Један српски родослов нове редакције", (споменик Српске академије наука и уметности), "Средње Полимље и Потарје" 1898 (посебно дело у едицији Српске академије наука и уметности), "Мрњавчевићи у историји и народним пјесмама" 1899, "Наслеђе српских земаља" (књига 1) 1901. "Списак фермана, бурунтија и хуџепа у манастиру Св. Тројице код Пљеваља" и др.

### Чланци и слике
У илустрованом листу "Нова искра" из 1903. године налазе се чланци: "Манастир Сопоћани : (из путних бележака)" у броју 3 и "Манастир Давидовица" у броју 7. Осим тога у листу "Нова искра" из исте године у броју 3 може се видети слика Манастира Сопоћани, а у броју 4 слика рушевине Манастира Давидовица на Лиму код Бродарева које је насликао А. Пејатовић.